# Chilina tucumanensis
Chilina tucumanensis is een slakkensoort uit de familie van de Chilinidae. De wetenschappelijke naam van de soort is voor het eerst geldig gepubliceerd in 1980 door Castellanos & Miquel.